# Sunshine Life for Me (Sail Away Raymond)
«Sunshine Life for Me (Sail Away Raymond)» es una canción del músico británico Ringo Starr, publicada en el álbum de estudio Ringo en 1973. Compuesta por su compañero de The Beatles George Harrison, la grabación contó con la colaboración de los miembros de The Band Levon Helm, Robbie Robertson, Rick Danko y Garth Hudson, así como con el multiinstrumentista David Bromberg.
Harrison comenzó a componer «Sunshine Life for Me (Sail Away Raymond)» en Irlanda durante un viaje con el cantante Donovan en 1969. La composición refleja la influencia de la música irlandesa, así como aspectos del country. La letra propone un escape de la vida moderna en beneficio de la tranquilidad de la naturaleza. El Raymond mencionado en el título de la canción fue un abogado contratado porr Allen Klein, mánager de The Beatles, para representar a Harrison, Starr y John Lennon en la demanda promovida por Paul McCartney en 1971 para disolver la sociedad legal de la banda.

## Composición
George Harrison escribió «Sunshine Life for Me (Sail Away Raymond)» en 1969 durante unas vacaciones con su mujer, Pattie Boyd, en Irlanda. La pareja compartió casa con el cantante escocés Donovan, quien, después de haber acompañado a The Beatles en su viaje a la India en 1968, se había trasladado a Irlanda, en parte para escapar de la presión de la fama. En su autobiografía I, Me, Mine, Harrison comentó que compuso la melodía en una guitarra acústica con afinación abierta y añadió: «La escribí como una vieja canción irlandesa un poco con country».
Según el biógrafo Simon Leng, la letra refleja una «vía de escape de la gente, la presión y la sociedad», mientras que «musicalmente es un homenaje al espíritu de The Band», con quien Harrison pasó las vacaciones del Día de Acción de Gracias de 1968 en Woodstock (Nueva York). El autor Ian Inglis vio en «Sunshine Life for Me (Sail Away Raymond)» una demostración del «amor de Harrison por el country, el folk y el blues».
En la segunda estrofa, Harrison introdujo a un abogado llamado Raymond: 

There's a good life had at sea ... 
 That's the life for you 
 Sail away Raymond, sail away.

Harrison explicó en I, Me, Mine que Raymond fue contratado por el mánager de The Beatles Allen Klein para representarle a él, a Ringo Starr y a John Lennon durante la demanda presentada por Paul McCartney contra los tres como socios en Apple Corps durante los primeros meses de 1971. Inglis escribió que la sugerencia de Harrison sobre "navegar lejos" es "perfectamente apta, dada la semejanza de la canción con las salomas".

## Grabación

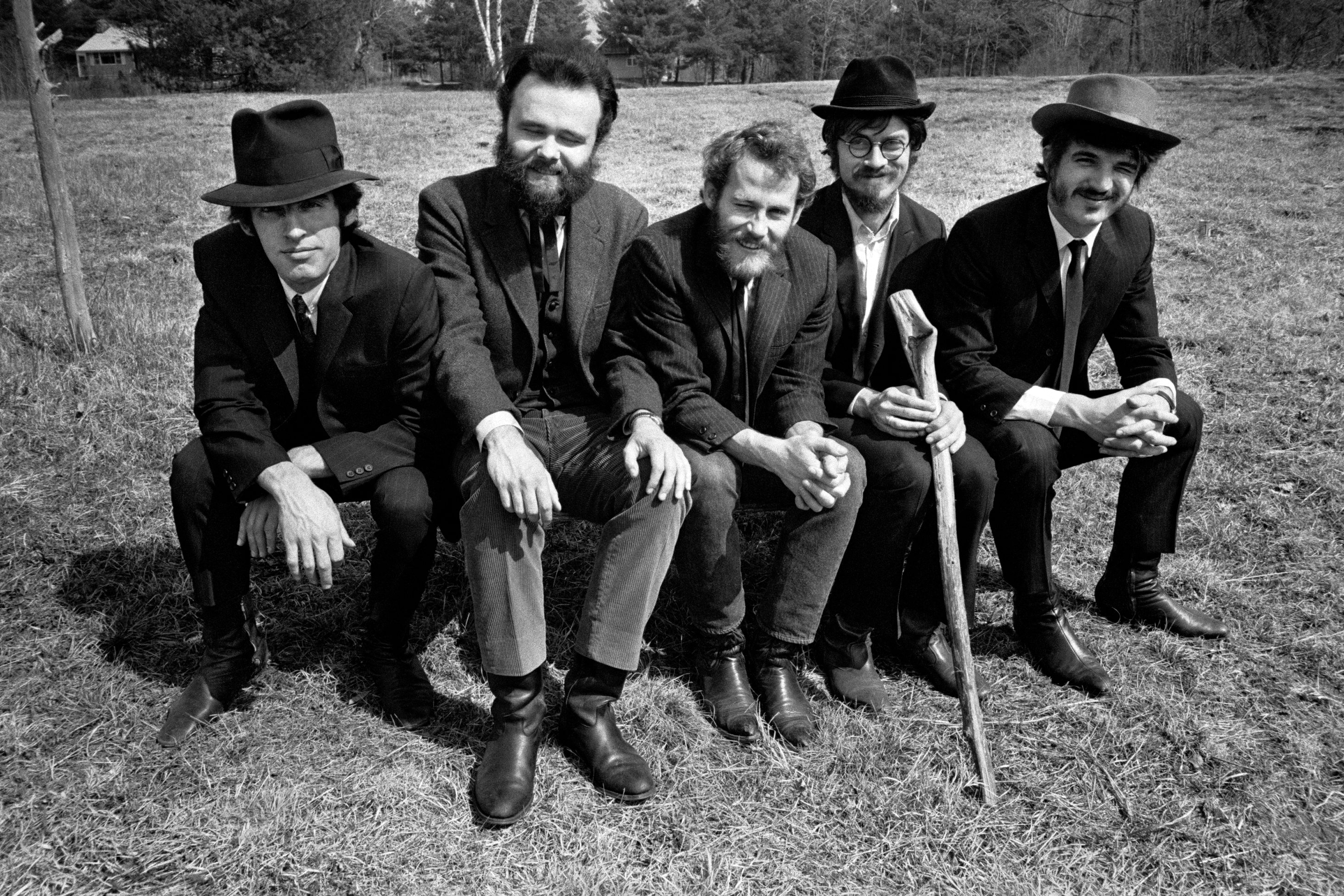
«Sunshine Life for Me (Sail Away Raymond)» contó con la colaboración de cuatro de los cinco miembros de The Band.

Según Alan Clayson, biógrafo de Ringo Starr, George Harrison «archivó» «Sunshine Life for Me (Sail Away Raymond)» en lugar de grabarla. En marzo de 1973, después de completar el álbum Living in the Material World, Harrison ofreció la canción a Starr para incluirla en su primer álbum de rock, Ringo. Sus únicas incursiones en el pop y el rock como artista en solitario habían sido «It Don't Come Easy» y «Back Off Boogaloo», dos sencillos producidos por Harrison. Las sesiones de Ringo tuvieron lugar en Los Ángeles y coincidieron con un periodo de reconciliación entre los antiguos miembros de The Beatles, dado que Harrison, Starr y Lennon comenzaron a sentirse descontentos con Klein como representante. Además de «Sunshine Life for Me (Sail Away Raymond)» y de contribuciones individuales de Lennon y Paul McCartney, Starr apareció como coescritor de «Photograph» junto a Harrison, que se convirtió en el primer número uno del músico en los Estados Unidos cuando fue publicado como sencillo promocional.
El autor Robert Rodríguez describió la canción como «un tema rústico demandando un respaldo rústico», que incluyó un acordeón, una mandolina, un banjo y un violín. La grabación contó con el multiinstrumentista David Bromberg, quien trabajó con Harrison en el álbum de Ravi Shankar Shankar Family & Friends, y cuatro de los cinco miembros de The Band –Levon Helm, Robbie Robertson, Rick Danko y Garth Hudson–, que estaban en Los Ángeles grabando el álbum Moondog Matinee. Klaus Voormann, amigo de The Beatles desde sus tiempos en Hamburgo, tocó el contrabajo en la grabación, que Harrison recordó en I, Me, Mine como «una sesión divertida y una buena canción». Amigo de los miembros del grupo, fue la primera vez que Starr y Harrison grabaron con The Band. En el caso de Starr, la asociación musical continuó con su aparición en The Last Waltz en noviembre de 1976 y con posteriores conciertos con Helm y danko en 1989.
Starr superpuso su voz a la pista básica grabada en los Sunset Sound Recorders de Los Ángeles, mientras que Harrison y Vini Poncia, colaborador del músico durante parte de la década de 1970, hicieron los coros. Leng observó una «herencia compartida» entre las múltiples armonías vocales de The Beatles y The Band, así como un precursor de su posterior trabajo en el grupo Traveling Wilburys.

## Publicación
«Sunshine Life for Me (Sail Away Raymond)» fue publicado como la cuarta canción de Ringo en noviembre de 1973, secuencidada entre «Photograph» y «You're Sixteen», dos sencillos que fueron certificados como discos de oro por la RIAA. En su libro The Beatles Solo on Apple Records, Bruce Spizer describió los cinco primeros temas de Ringo como «uno de los álbumes más fuertes producidos por un ex-Beatle». La portada de Ringo incluyó una pintura de Tim Bruckner en la que aparecen George Harrison, los cuatro miembros de The Band y los restantes músicos que participaron en la grabación del álbum.
El autor Nicholas Schaffner, en una comparativa de «Sunshine Life for Me (Sail Away Raymond)» con las letras de Living in the Material World, comentó que con esta canción «Harrison había conseguido ser divertido por primera vez en años». Bob Woffinden, crítico de NME, señaló la canción como «una especie de actualización de "Mother Nature's Son" en un álbum que transmitía una desvergonzada alegría de vivir». Menos impresionado, Alan Betrock de Phonograph Record desestimó la canción como «muzak sin definición», mientras que Ben Gerson de Rolling Stone la vio como «una melodía de banjo habitual que nunca logró trascender su idioma, y mucho menos cumplirla».
En 1975, el ingeniero británico David Hentschel versionó la canción, junto con el resto de temas de Ringo, para su álbum Sta*rtling Music. El álbum, un trabajo experimental con Hentschel usando un sintetizador ARP, fue uno de los primeros lanzamientos de Ring O' Records, una compañía creada por Starr.

## Personal
- Ringo Starr: voz, batería y percusión
- George Harrison: guitarra eléctrica y coros
- Robbie Robertson: guitarra eléctrica
- Levon Helm: mandolina
- David Bromberg: banjo y violín
- Garth Hudson: acordeón
- Rick Danko: violín
- Klaus Voormann: contrabajo
- Vini Poncia: coros